# Lasciami andare!
Lasciami andare! è il singolo di debutto della cantautrice italiana Cmqmartina, pubblicato il 12 maggio 2019 dall'etichetta La Clinica Dischi ed entrato in rotazione radiofonica dal successivo 30 ottobre.
In seguito alla partecipazione di Cmqmartina alla quattordicesima edizione di X Factor, il 27 novembre 2020 è stata pubblicata da RCA Records e Sony Music una nuova versione del singolo remixata da Young Miles.

## Video musicale
Il video musicale, diretto da Francesco Quadrelli, è stato pubblicato il 15 luglio 2019 sul canale YouTube di La Clinica Dischi.

## Tracce
Testi di Cmqmartina, musiche di Matteo Brioschi.
1. Lasciami andare! – 3:15

Lasciami andare! (Young Miles Remix)
Testi e musiche di Cmqmartina.
1. Lasciami andare! – 2:30